# Konstantin Krause
Konstantin Krause (* 8. Oktober 1967 in Bad Langensalza) ist ein ehemaliger deutscher Weitspringer.
1985 wurde er Jugendmeister der DDR, jedoch wurde ihm im Jahr darauf die Teilnahme an den Leichtathletik-Juniorenweltmeisterschaften in Athen wegen der Westkontakte seiner Familie verweigert. Da er sich weigerte, Inoffizieller Mitarbeiter des Ministeriums für Staatssicherheit zu werden, kam seine sportliche Karriere zum Stillstand, und er begann ein Studium des Bauingenieurwesens.
Im Herbst 1989 flüchtete er aus der DDR über die offene ungarische Grenze; nach dem Fall der Berliner Mauer folgte seine ungarische Freundin und spätere Frau Emese. Nachdem er von Klaus Steilmann für den TV 01 Wattenscheid angeworben worden war, setzte er neben einer Ausbildung zum Industriekaufmann seine sportliche Laufbahn fort.
1992 gewann er die Silbermedaille bei den Leichtathletik-Halleneuropameisterschaften in Genua. Bei den Olympischen Spielen 1992 in Barcelona und bei den Leichtathletik-Weltmeisterschaften 1993 in Stuttgart, 1995 in Göteborg und 1999 in Sevilla schied er in der Qualifikation aus.
1998 und 1999 wurde er Deutscher Meister, 1995 und 2000 Vizemeister. In der Halle wurde er sechsmal nationaler Meister (1995–1997, 1999–2001) und zweimal Vizemeister (1992, 1998).
Konstantin Krause startete bis 1993 für den TV 01 Wattenscheid, danach für den TSV Erfurt und ab 1997 für die LG Ohra-Hörsel. Er lebt heute mit seiner Frau und drei Kindern in Erfurt und arbeitete als Geschäftsstellenleiter beim FC Rot-Weiß Erfurt, wo er zuletzt wegen unüberbrückbarer Differenzen entlassen wurde.

## Persönliche Bestleistungen
- Weitsprung: 8,27 m, 15. Juni 1997, Bad Langensalza
  - Halle: 8,07 m, 2. Februar 2000, Erfurt